# جیمز بلشو
جیمز بلشو (انگلیسی: James Belshaw؛ زادهٔ ۱۲ اکتبر ۱۹۹۰) بازیکن فوتبال اهل بریتانیا است.
از باشگاه‌هایی که او در آن بازی کرده‌، می‌توان به باشگاه فوتبال نانیتون تاون، باشگاه فوتبال تاموورث، باشگاه فوتبال والسال، و باشگاه فوتبال هروگیت تاون اشاره کرد.